# Идельсон (лунный кратер)
Кратер Идельсон (лат. Idelʹson) — крупный древний ударный кратер в южной приполярной области обратной стороны Луны. Название присвоено в честь советского астронома-теоретика Наума Ильича Идельсона (1885 — 1951) и утверждено Международным астрономическим союзом в 1970 г. Образование кратера относится к донектарскому периоду.

## Описание кратера
Кратер лежит на юге от огромного кратера Шрёдингер. Другими ближайшими соседями кратера являются кратер Хедервари на западе; кратер Гансвиндт, перекрывающий северную часть кратера Идельсон; кратер Нефедьев на востоке и кратер Амундсен на юго-западе. Селенографические координаты центра кратера 81°21′ ю. ш. 112°41′ в. д. / 81,35° ю. ш. 112,69° в. д., диаметр 59,8 км, глубина 2,7 км.
Кратер имеет полигональную форму, северная часть его перекрыта кратером Гансвиндт. Внешний откос последнего кратера перекрывает значительную часть чаши кратера Идельсон и достигает его центра. Вал сглажен, отмечен множеством крохотных кратеров. Высота вала над окружающей местностью достигает 1210 м , объем кратера составляет 3 049 км3. Дно чаши неровное, отмечено множеством холмов и мелких кратеров. 
Кратер Идельсон освещается лучами Солнца под низким углом, северная часть чаши почти все время находится в тени.

## Сателлитные кратеры

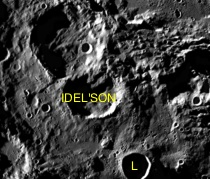
Фрагмент карты LAC-144.

| Идельсон | Координаты                                              | Диаметр, км |
| -------- | ------------------------------------------------------- | ----------- |
| L        | 83°59′ ю. ш. 118°34′ в. д. / 83,99° ю. ш. 118,56° в. д. | 28          |

## См.также
- Список кратеров на Луне
- Лунный кратер
- Морфологический каталог кратеров Луны
- Планетная номенклатура
- Селенография
- Минералогия Луны
- Геология Луны
- Поздняя тяжёлая бомбардировка